# 下白泥碉堡

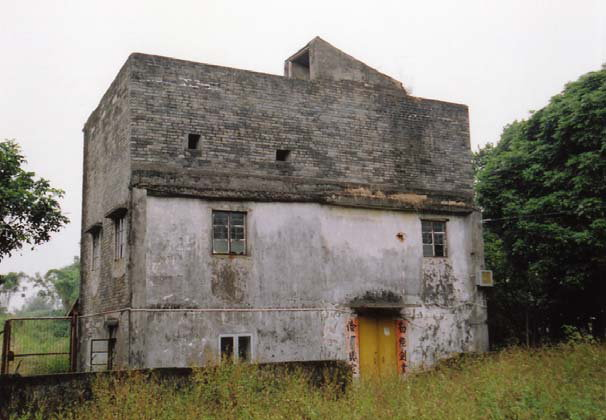
下白泥浪濯村39號

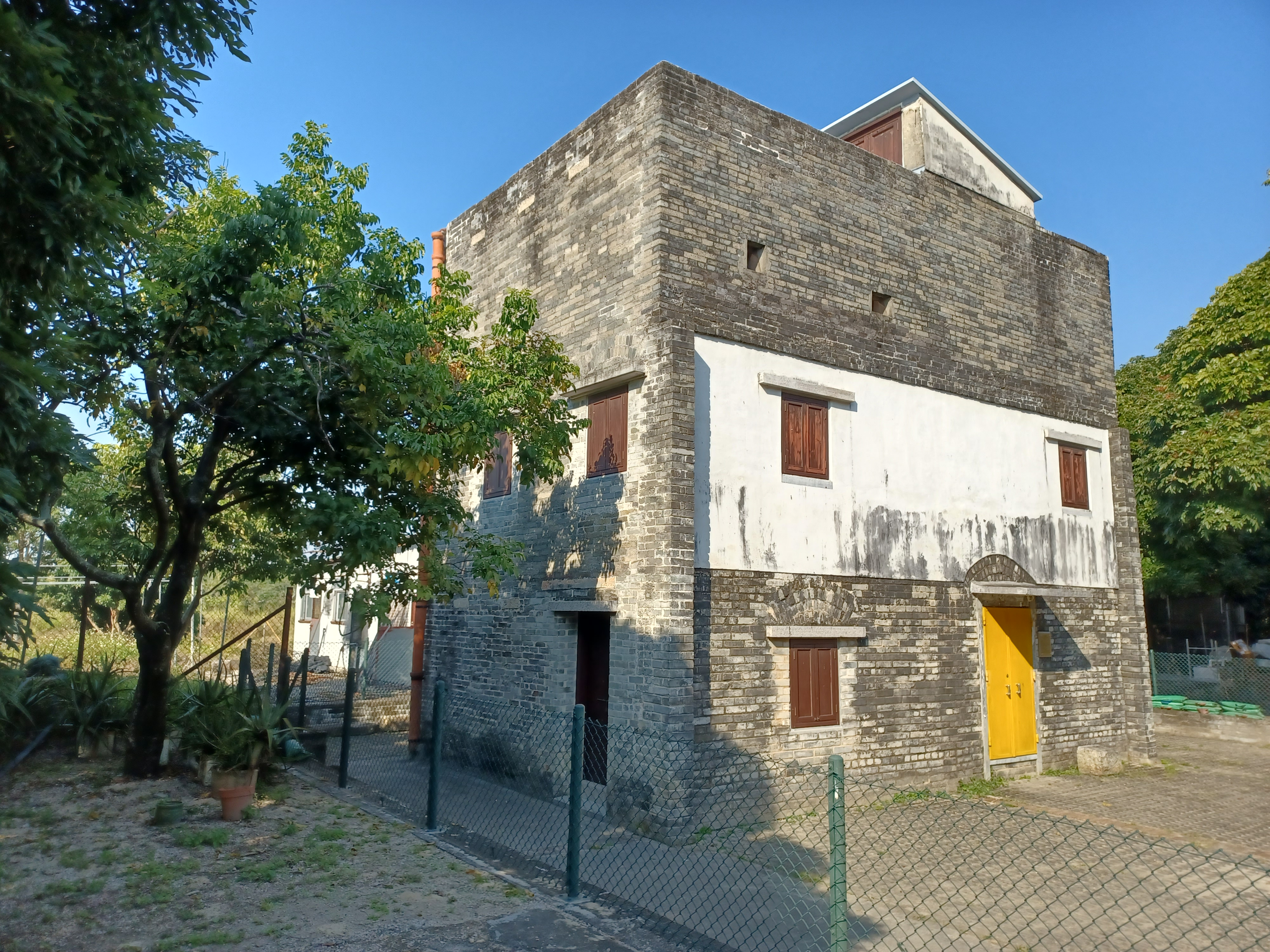
下白泥碉堡

浪濯村39號又稱白泥碉堡，位於香港元朗下白泥浪濯村，由中國同盟會革命黨人鄧蔭南建於1910年，是香港唯一尚存、與辛亥革命歷史有關的歷史建築。

## 歷史
白泥碉堡由革命黨人鄧蔭南興建。鄧蔭南為興中會骨幹份子，曾在屯門開設青山農場作為革命黨的行動基地。
1910年初，廣州新軍起義事敗，鄧蔭南與革命黨人被清廷緝捕，鄧蔭南在紅樓西面瀕海的下白泥浪濯村建一所經營糖和樁米的大廠，安頓逃港的革命人士，圖謀再度起義。並以鐵枝和青磚建成一座碉堡，作為防守瞭望之用。鄧蔭南當時曾請新界村民趙錦華協助開闢石路接連青山農場，碉堡遂成為青山農場的前哨陣地，萬一屯門陣地被搜捕，黨員仍就可迅速安全逃脫至元朗。
現時大廠早已被拆卸，但碉堡仍然存在。碉堡樓高兩層的，為一長方形構築物，一樓與天台之間設有閣樓，天台建有伸出的梯間結構。天台設有兩個槍口，內部房間設計簡單，以砂漿鋪地。碉堡設有錐形凹入式窗口，令該建築物從裏面外望的視野更為廣闊。碉堡俯視后海灣和深圳，用以監視后海灣對岸屬清廷管轄的地方。由於其歷史意義重大，與辛亥革命及中國同盟會在港活動有密切關係，2000年碉堡已被列為一級歷史建築。2011年2月23日為配合辛亥革命100週年，碉堡獲古物諮詢委員會通過列為法定古跡。

## 外部連結
- 古物諮詢委員會文件AAB/4/2011-12：宣布元朗下白泥碉堡為古蹟[永久]
- 元朗下白泥55號碉堡